# Foltosszárnyú földirigó
A foltosszárnyú földirigó vagy ceyloni földirigó (Geokichla spiloptera)  a madarak osztályának verébalakúak (Passeriformes) rendjébe és a rigófélék (Turdidae) családjába tartozó faj.

## Rendszerezése
A fajt Edward Blyth angol ornitológus írta le 1847-ben, az Oreocincla nembe Oreocincla spiloptera néven. Sorolták a Zoothera nembe Zoothera spiloptera néven is.

## Előfordulása
Srí Lanka szigetén honos. Természetes élőhelyei a szubtrópusi vagy trópusi síkvidéki és hegyi esőerdők, cserjések, valamint ültetvények és vidéki kertek. Állandó, nem vonuló faj.

## Megjelenése
Testhossza 23 centiméter.
|  |

## Természetvédelmi helyzete
Az elterjedési területe mérsékelten kicsi és széttagolt, egyedszáma pedig csökken. A Természetvédelmi Világszövetség Vörös listáján mérsékelten fenyegetett fajként szerepel.